# Quartier consulaire de Tunis
Le quartier consulaire de Tunis est défini comme le territoire de l'activité consulaire et diplomatique dans la régence ottomane de Tunis.

## Histoire

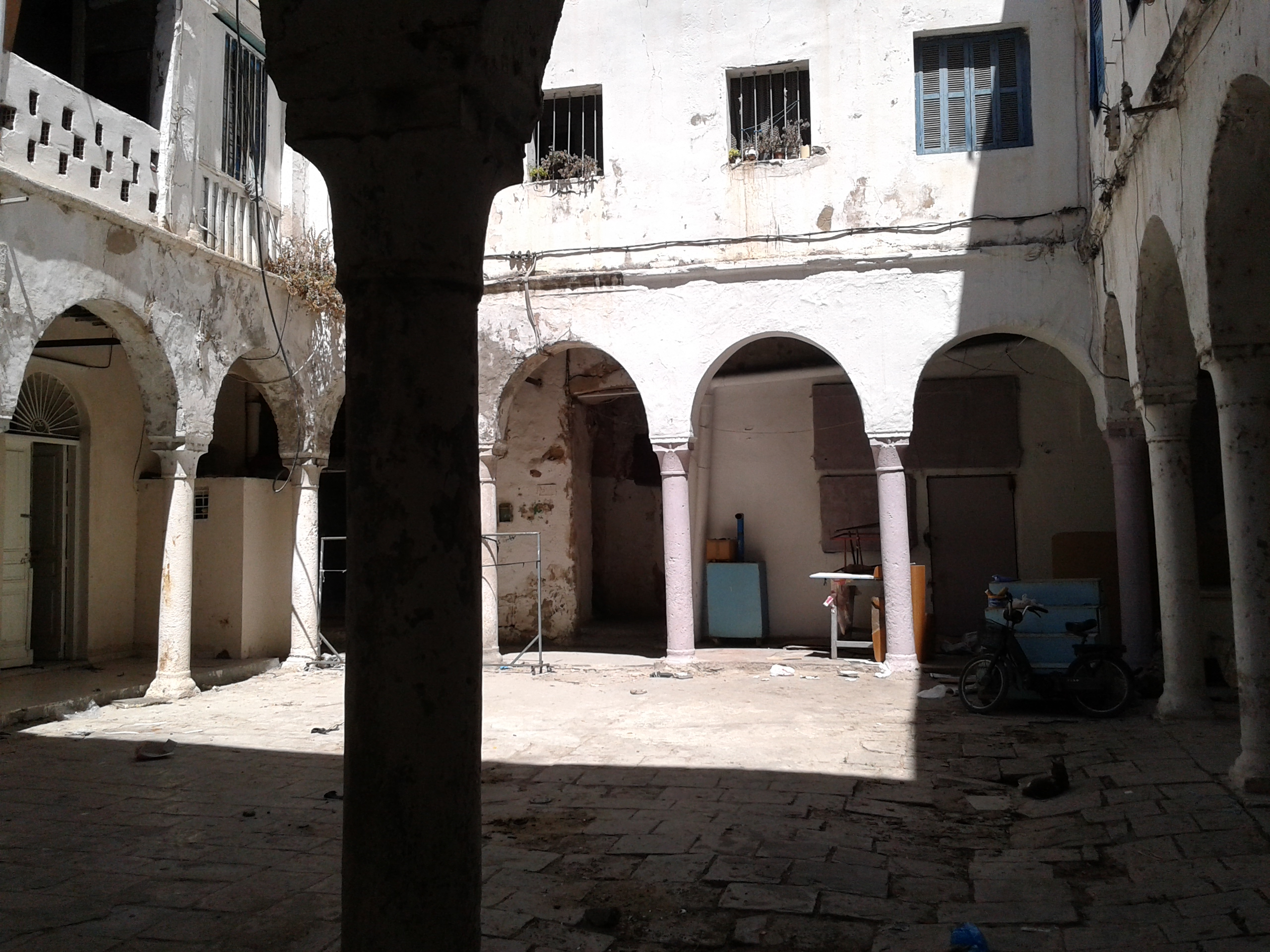
Vue actuelle du fondouk des Français.

À l'époque hafside, les nations européennes sont interdites d'établir des consulats à l'intérieur des murs de la médina de Tunis. Avec le passage sous souveraineté ottomane au XVIe siècle, les consuls ont le droit de s'installer dans des fondouks ou maisons consulaires,.
Le quartier consulaire prend dès lors naissance avec la construction de la première maison consulaire à l'intérieur des murailles, dans le quartier franc de la médina, le fondouk des Français, édifié en 1660.

## Emplacement
Formé autour de la place de la Bourse, l'actuelle place de la Victoire, en face de Bab El Bhar, ses limites fluctuantes s'étendent à la rue Sidi Kadous au Nord, à la place de Castille au Sud et à la rue de la Verrerie à l'Ouest.
Les maisons consulaires de Suède (devenue l'hôtel Eymon en 1875) et du Portugal donnent sur la place, ainsi que l'ancien fondouk des Anglais.

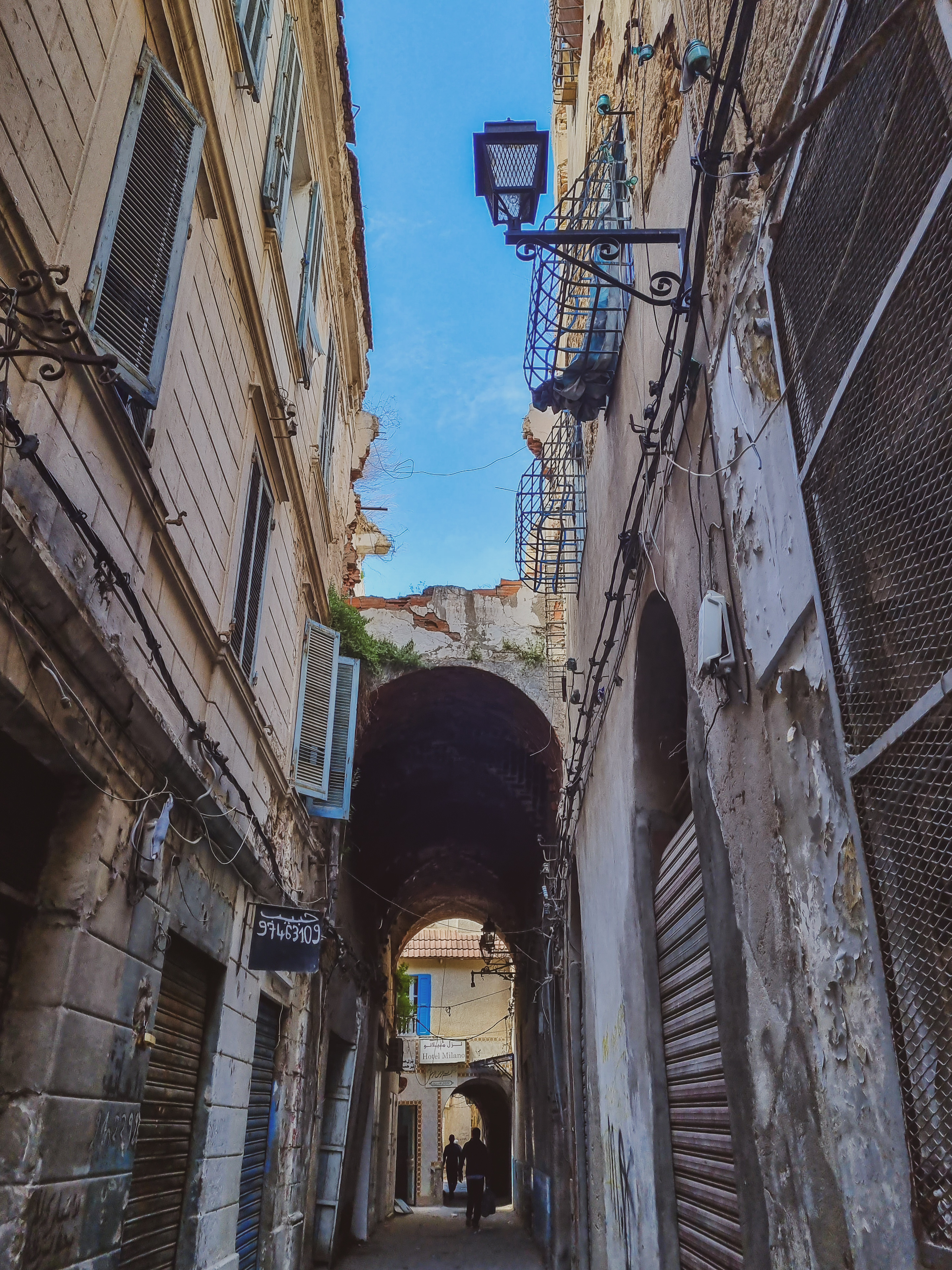
Rue de l'Ancienne Douane en 2022.

Situés aux alentours, on peut encore admirer, en plus du fondouk des Français, les anciennes maisons consulaires du grand-duché de Toscane, du Saint-Empire, de Gênes, de Venise, d'Allemagne et des États-Unis, tous localisés le long de la rue de l'Ancienne Douane.
À la rue Zarkoun subsistent l'ancienne maison consulaire des Pays-Bas (ancien fondouk Nunez-Cardoso), et celles des royaumes de Deux-Siciles et de Sardaigne.
Le consulat d'Espagne a occupé les édifices accueillant l'église Sainte-Croix et le consulat du Danemark celui de l'arrondissement municipal de la médina de Tunis.

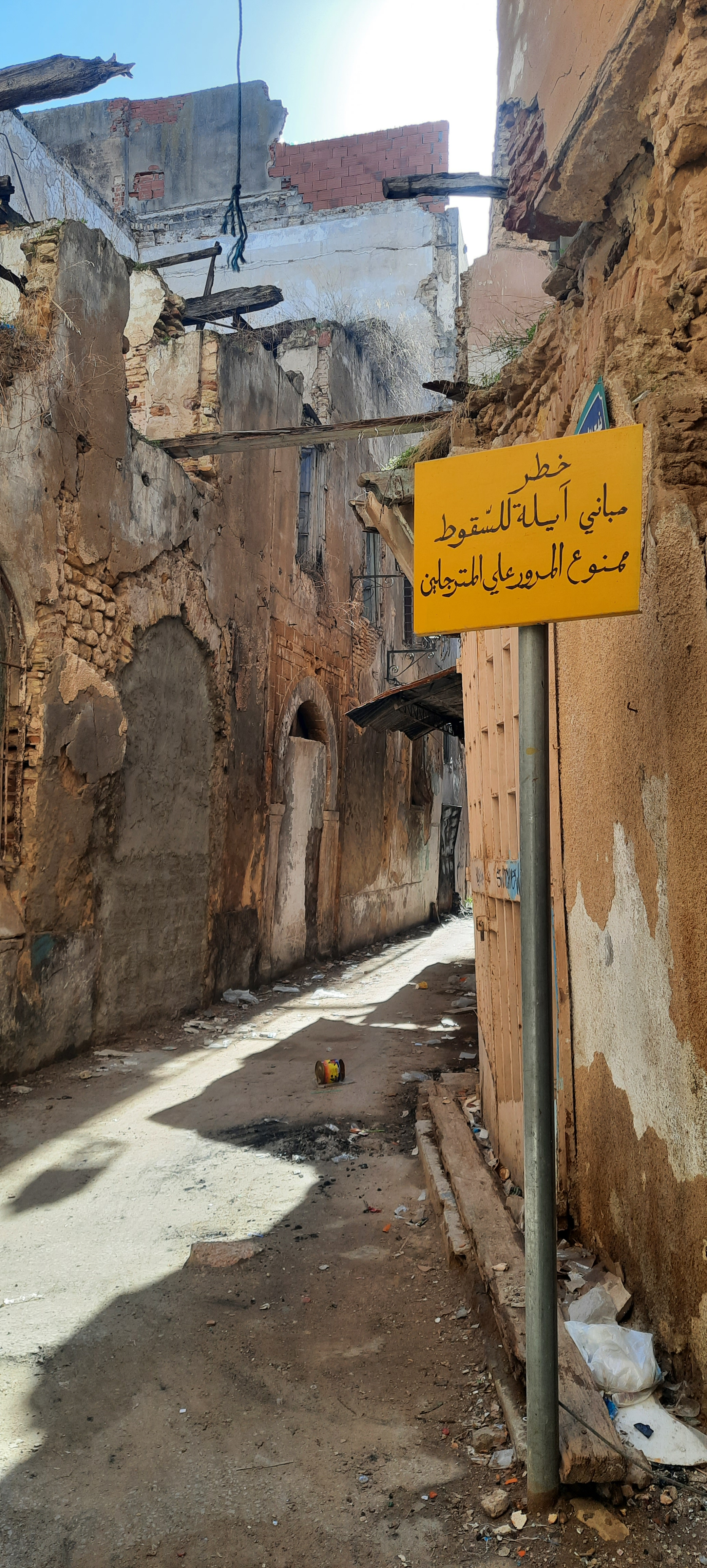
Quartier consulaire de Tunis en 2024.
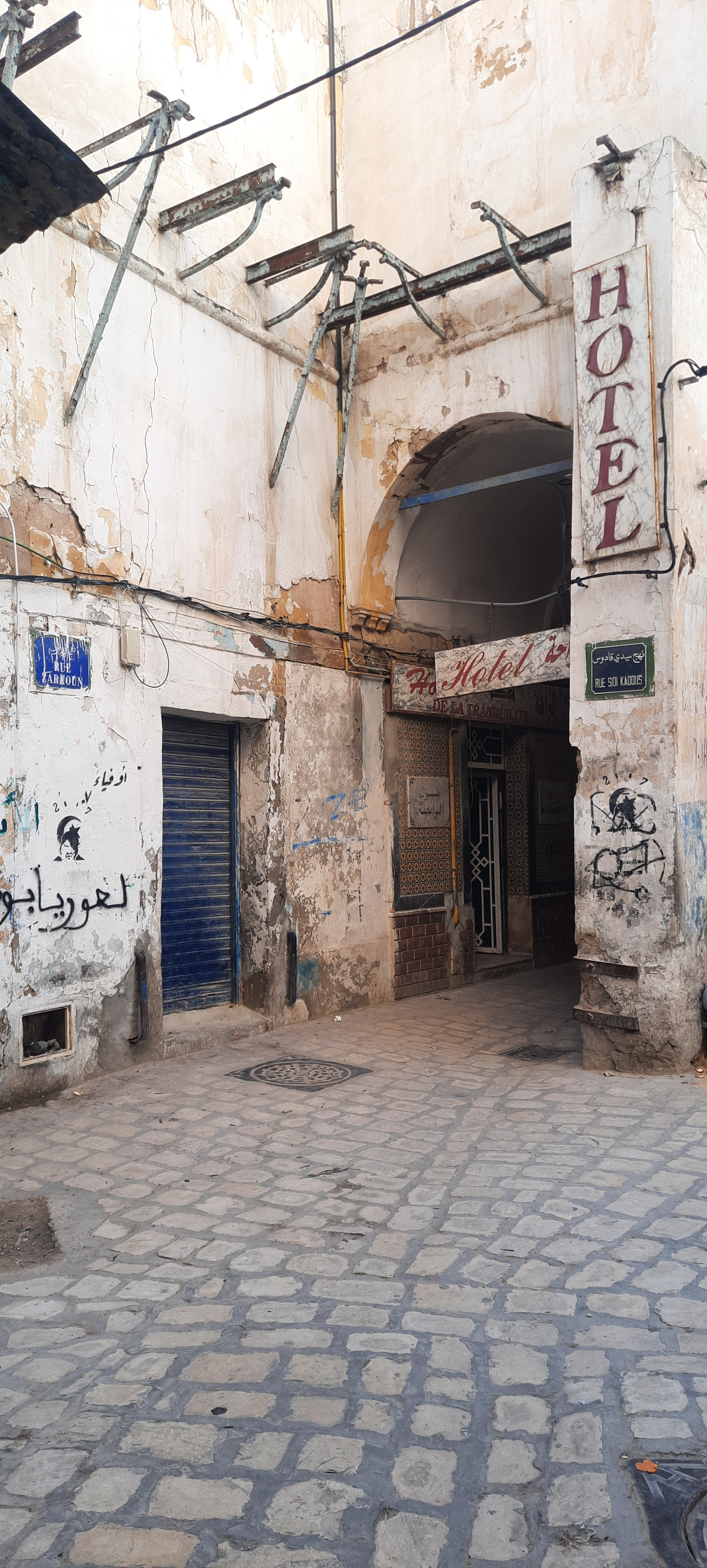
Rue Sidi Kadous.
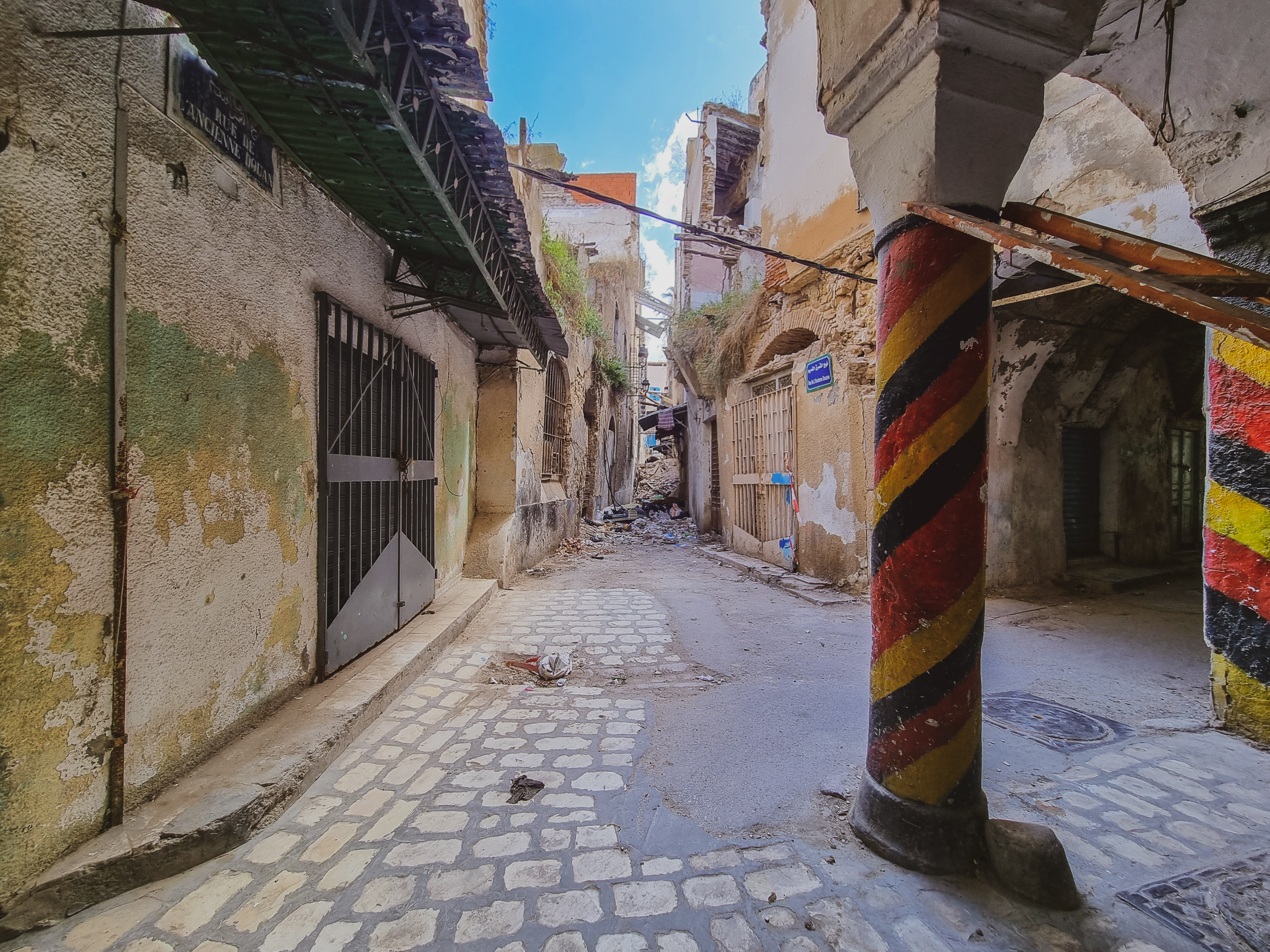
Rue de l'Ancienne Douane.

## Fonctionnement
Le fondouk est constitué d'une cour centrale autour de laquelle s'agencent des pièces d'habitation accueillant les marchands, des fours à pain, entrepôts, magasins de vente et une chancellerie. Le consul qui loge dans le fondouk perçoit les revenus générés par la location, le magasinage et les frais d'actes de chancellerie,.